# Бушевка (деревня, Буда-Кошелёвский район)
Бушевка (бел. Бушаўка) — деревня в Морозовичском сельсовете Буда-Кошелёвского района Гомельской области Белоруссии.

## География

### Расположение
В 4 км на юго-восток от районного центра и железнодорожной станции Буда-Кошелёвская (на линии Жлобин — Гомель), 45 км от Гомеля.

## Транспортная сеть
Автомобильная дорога Буда-Кошелёво — Уваровичи.
Планировка состоит из прямолинейной улицы, ориентированной с юго-востока на северо-запад (по обе стороны автодороги) и застроенной деревянными домами усадебного типа.

## История
По письменным источникам известна с начала XIX века как деревня в Кошелёвской волости Рогачёвского уезда Могилёвской губернии. В 1825 году в составе казённого поместья Кошелёво, располагался трактир. В 1847 году 18 незаселённых надела, собственность казны. В 1884 году работали 3 ветряные мельницы. С 1886 года действовал хлебозапасный магазин. По переписи 1897 года находились: церковно-приходская школа (открыта в 1895 году), 2 хлебозапасных магазина, 3 ветряных мельницы, винная лавка, трактир. В 1909 году 1010 десятин земли, винная лавка, мельница.
В 1929 году организован колхоз. На фронтах Великой Отечественной войны погибли 52 жителя деревни. В 1959 году в составе совхоза «Морозовичи» (центр — деревня Морозовичи). Размещались отделение связи, средняя школа, фельдшерско-акушерский пункт.

## Население

### Численность
- 2004 год — 69 хозяйств, 140 жителей.

### Динамика
- 1847 год — 51 двор.
- 1884 год — 103 двора, 545 жителей.
- 1897 год — 140 дворов, 798 жителей (согласно переписи).
- 1909 год — 868 жителей.
- 1925 год — 151 двор.
- 1959 год — 342 жителя (согласно переписи).
- 2004 год — 69 хозяйств, 140 жителей.